# تشارلز مكدونالد (سياسي)
تشارلز مكدونالد (بالإنجليزية: Charles McDonald) هو سياسي أسترالي، ولد في 25 أغسطس 1860 في أستراليا، وتوفي في 13 نوفمبر 1925 في ملبورن في أستراليا. حزبياً، نشط في حزب العمال الأسترالي.

## مناصب
- انتخب عضو المجلس التشريعي ولاية كوينزلاند عن دائرة Electoral district of Flinders (Queensland) [الإنجليزية]‏ (20 مايو 1893 – 24 يونيو 1901).
- انتخب Speaker of the Australian House of Representatives [الإنجليزية]‏ (8 أكتوبر 1914 – 13 يونيو 1917).
- انتخب عضو مجلس النواب الأسترالي عن دائرة Division of Kennedy [الإنجليزية]‏ (30 مارس 1901 – 13 نوفمبر 1925).
- انتخب Speaker of the Australian House of Representatives [الإنجليزية]‏ (1 يوليو 1910 – 8 يوليو 1913).